# Luigi Maglione
Luigi Maglione (Casoria, 2 maart 1877 – aldaar, 23 augustus 1944) was een Italiaans geestelijke en kardinaal van de Katholieke Kerk.
Maglione volgde zijn opleiding aan het Collegio Capranica en aan de Pauselijke Gregoriaanse Universiteit in Rome, waar hij promoveerde in zowel de theologie als de wijsbegeerte. Hij werd op 25 juli 1901 priester gewijd en werkte vervolgens tot 1903 als pastoor in Napels. Van 1903 tot 1905 studeerde hij aan de Pauselijke Ecclesiastische Academie, de diplomatenopleiding van de Heilige Stoel. Van 1908 tot 1918 werkte hij bij het Staatssecretariaat onder meer als speciaal gezant bij de Volkerenbond en als pauselijke delegaat in Zwitserland. Onderwijl werd hij verheven tot monseigneur, als Kamerheer van de Paus (1910) en als Huisprelaat (1918).
Op 1 september 1920 benoemde paus Benedictus XV hem tot titulair aartsbisschop van Caesarea in Palestina en tot apostolisch nuntius in Zwitserland. In 1926 werd hij nuntius in Frankrijk. Tijdens het consistorie van 16 december 1935 nam paus Pius XI Maglione als kardinaal-priester op in het College van Kardinalen. De Santa Pudenziana werd zijn titelkerk. Meteen daarop werd hij benoemd tot prefect van de Congregatie voor het Consilie. Maglione nam deel aan het conclaaf van 1939 dat leidde tot de verkiezing van zijn voormalige klasgenoot Eugenio kardinaal Pacelli tot Paus Pius XII. Deze vroeg zijn oude vriend vrijwel meteen om hem op te volgen als kardinaal-staatssecretaris.
Maglione zou – tot zijn dood – staatssecretaris blijven. Hij was in die hoedanigheid Pius' rechterhand bij het bepalen van het buitenlands beleid van de Heilige Stoel tijdens de Tweede Wereldoorlog. Maglione overleed aan de gevolgen van een zenuwontsteking tijdens een bezoek aan zijn geboortestad.
- Bibliothèque nationale de France: cb12450728g (data)
- Gemeinsame Normdatei: 133593320
- Historisch woordenboek van Zwitserland: 023287
- International Standard Name Identifier: 0000 0000 6141 8700
- Library of Congress Control Number: n2013001229
- Istituto Centrale per il Catalogo Unico: SBLV053073
- SNAC: w6v43nzh
- Système universitaire de documentation: 113451938
- Virtual International Authority File: 37012570
- WorldCat: E39PBJcKJBGHjYtP3qdGc39kXd